# Týnec nad Sázavou (stacja kolejowa)
Týnec nad Sázavou – stacja kolejowa w miejscowości Týnec nad Sázavou, w kraju środkowoczeskim, w Czechach. Znajduje się na wysokości 265 m n.p.m.
Jest zarządzana przez Správę železnic. Na stacji istnieje możliwość zakupu biletów i rezerwacji miejsc.

## Linie kolejowe
- 210 Praha – Vrané nad Vltavou – Čerčany